# سيليسيد

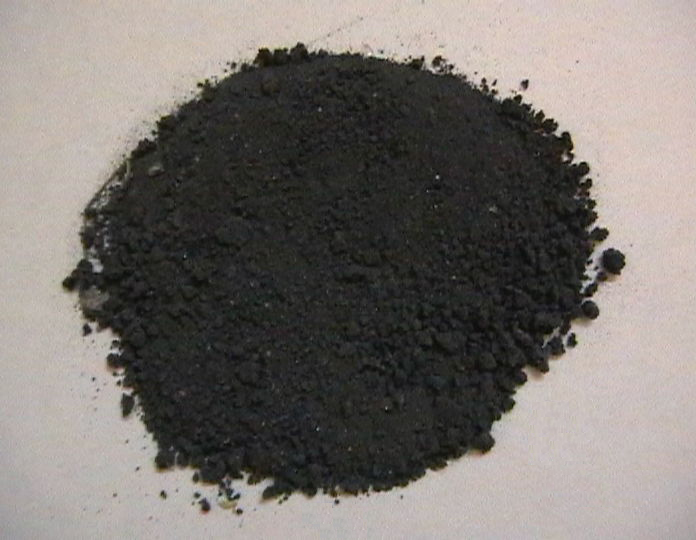
سيليسيد المغنيسيوم مِن الامثلة على السيليسيدات

السيليسيدات هي مركبات كيميائية ثنائية لاعضوية تحوي على السيليكون في تركيبها بالإضافة إلى عنصر أكثر كهرجابية منه.
ينتمي بعض السيليسيدات إلى المركبات بين الفلزية، وهي مواد شبه موصلة ولها بريق معدني وتتبلور وفق بنية محددة. عادةً ما تكون السيليسيدات أقرب بنيوياً إلى البوريدات من الكربيدات. 
هناك أمثلة على مركبات السيليسيدات لعدد من الفلزات، مثل سيليسيد المغنيسيوم؛ ولكن بالمقابل لا توجد سيليسيدات لعدد من الفلزات الأخرى مثل الزنك أو الفضة أو الكادميوم.